# 水道町 (新潟市)
水道町（すいどうちょう）は、新潟県新潟市中央区の町字。現行行政地名は水道町一丁目及び水道町二丁目。住居表示未実施区域。郵便番号は951-8121。

## 概要
1927年（昭和2年）から現在までの町名で、1～2丁目がある。もとは学校町通、旭町通、西船見町の区域の一部で、地名は南山浄水場にちなむ。

### 地価
住宅地の地価は、2014年（平成26年）1月1日に公表された公示地価によれば、水道町2丁目808番17の地点で14万1000円/m2となっている。

### 隣接する町字
北から東回り順に、以下の町字と隣接する。
- 西船見町
- 旭町通
- 学校町通
- 関屋松波町
- 関屋

## 歴史
- 1927年（昭和2年） - 旭町通から分立。
- 2007年（平成19年）4月1日 - 新潟市の政令指定都市移行により、中央区の大字となる。

## 世帯数と人口
2018年（平成30年）1月31日現在の世帯数と人口は以下の通りである。
| 丁目         | 世帯数  | 人口  |
| ------------ | ------- | ----- |
| 水道町一丁目 | 147世帯 | 318人 |
| 水道町二丁目 | 212世帯 | 480人 |
| 計           | 359世帯 | 798人 |

## 小・中学校の学区
市立小・中学校に通う場合、学区は以下の通りとなる。
| 丁目         | 番地              | 小学校             | 中学校             |
| ------------ | ----------------- | ------------------ | ------------------ |
| 水道町一丁目 | 5932番地 5939番地 | 新潟市立関屋小学校 | 新潟市立関屋中学校 |
| 水道町一丁目 | 5241～5323番地    | 新潟市立鏡淵小学校 | 新潟市立白新中学校 |
| 水道町二丁目 | 全域              | 新潟市立新潟小学校 | 新潟市立寄居中学校 |

## 主な企業・施設
- 新潟青陵大学・短期大学部
- 新潟青陵高等学校
- 新潟県立はまぐみ特別支援学校